# Donne di mondo
Donne di mondo (Filles de joie) è un film del 2020 diretto da Frédéric Fonteyne e Anne Paulicevich.
La pellicola, che affronta il problema della prostituzione lungo il confine tra Belgio e Francia, è stata selezionata come proposta belga per l'Oscar al miglior film straniero del 2021.

## Distribuzione
Donne di mondo è stato presentato in anteprima il 25 gennaio 2020 al International Film Festival Rotterdam. La pellicola è stata distribuita nelle sale cinematografiche belghe a partire dal 12 febbraio 2020, seguite da quelle francesi il successivo 22 giugno.
In Italia, il film è stato pubblicato il 15 gennaio 2021 direttamente in video on demand a causa della pandemia di COVID-19.

## Riconoscimenti
- 2022 – Premio Magritte[4]
  - Candidatura come miglior film
  - Candidatura come migliore sceneggiatura a Anne Paulicevich
  - Candidatura come migliori costumi a Ann Lauwerys